# Bagnolo di Sopra
Bagnolo di Sopra è una frazione di Montemurlo in provincia di Prato, Toscana.

## Geografia fisica
Il paese sorge all'interno dell'area naturale protetta del Monteferrato, in un'area pedecollinare alle pendici meridionali di Monte Iavello (931 metri s.l.m.), dove è situato un lago. Proseguendo oltre il borgo a nord, in direzione di Albiano, si raggiunge la diga di Montacchiello. Bagnolo di Sopra dista circa 2 km dal capoluogo comunale e 10 km da Prato.

## Monumenti e luoghi d'interesse
- Villa del Barone, imponente villa signorile del XVI secolo fatta costruire dal senatore Bartolomeo Valori.[3]
- Cappella di Sant'Antonio da Padova, cappella padronale della villa, coeva alla costruzione dell'edificio.
- Il Casone, fattoria in pietra risalente alla fine del XIX secolo, presenta una caratteristica torretta medievaleggiante.
- Tenuta Riva di Bagnolo, storica tenuta ottocentesca con villa padronale, fattoria e annessi che si trova nella parte alta della località, è oggi adibita a struttura ricettiva.

## Galleria d'immagini

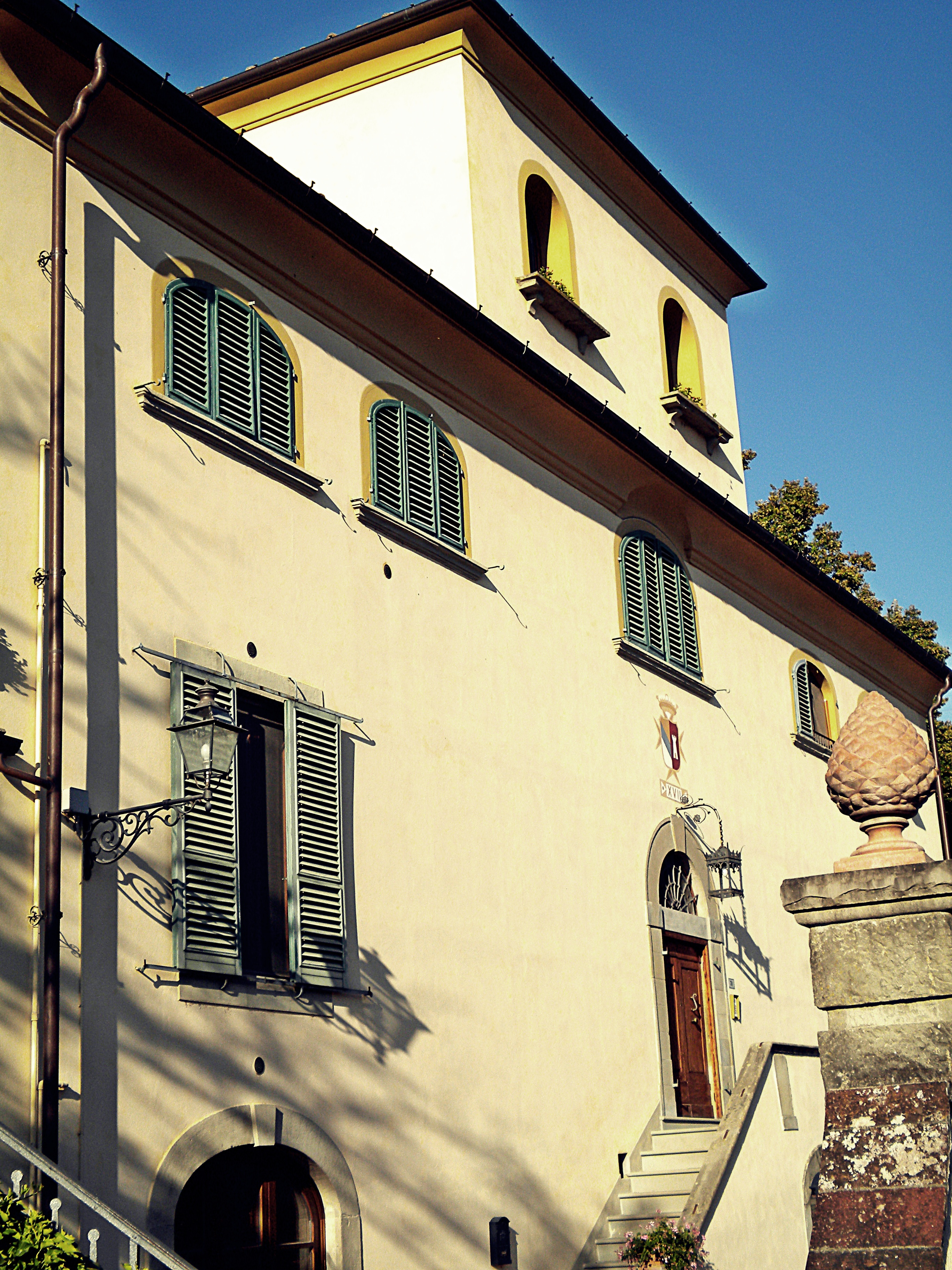
Tenuta Riva di Bagnolo
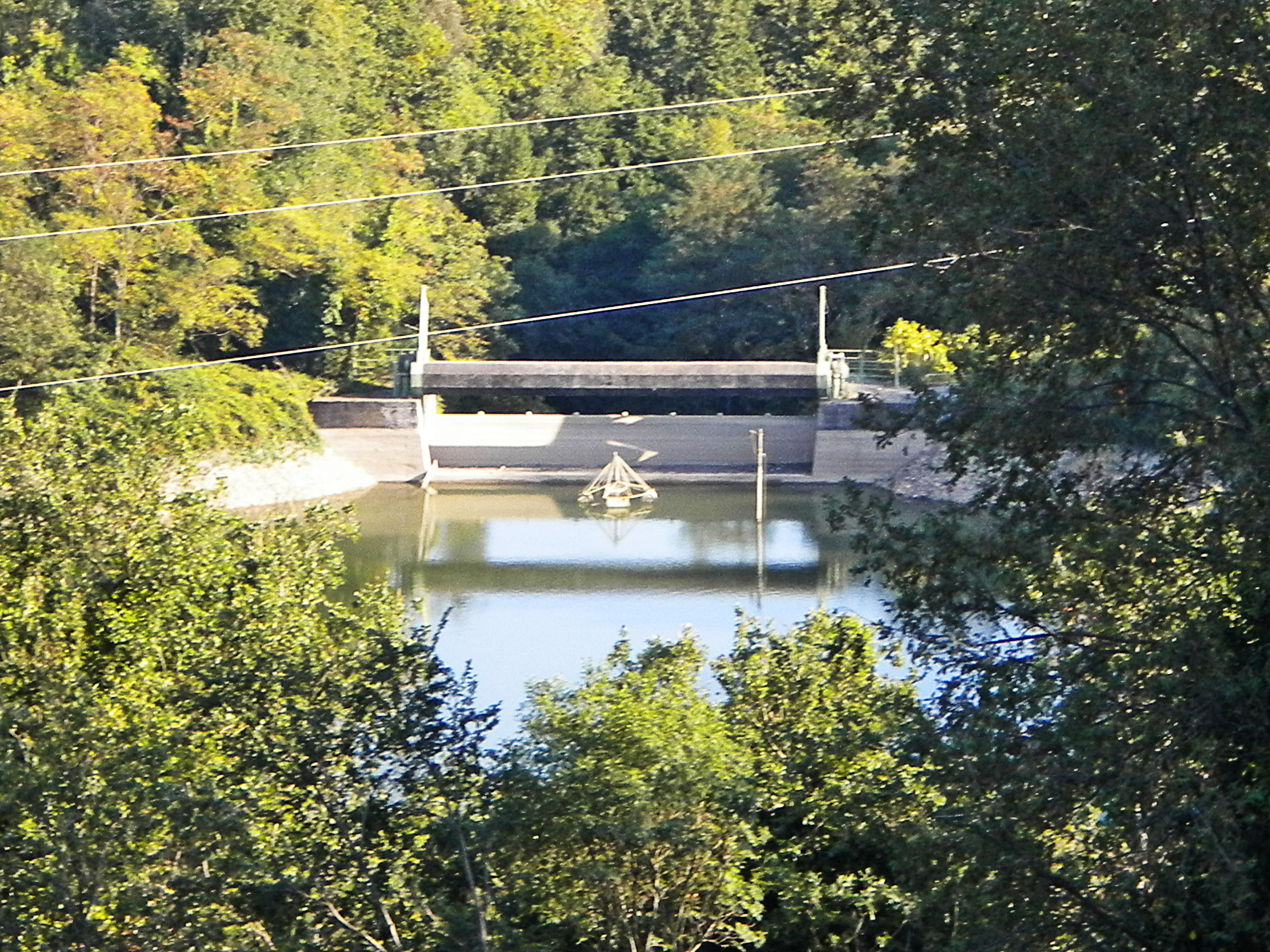
Diga di Montacchiello
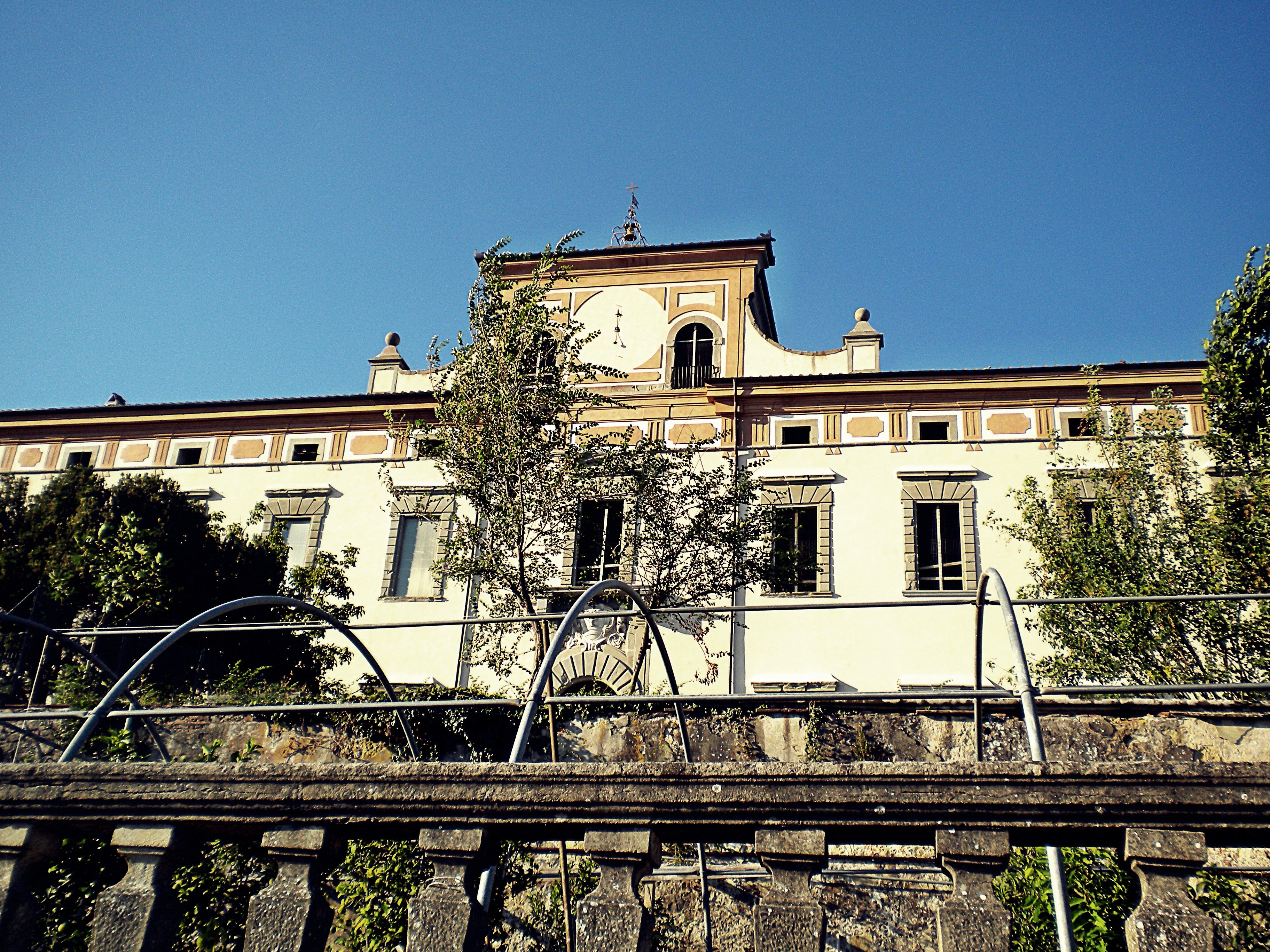
Villa del Barone